# Darreh Estīl
Darreh Estīl (persiska: Estīl, درّه استیل) är en ort i Iran.   Den ligger i provinsen Khuzestan, i den centrala delen av landet, 500 km söder om huvudstaden Teheran. Darreh Estīl ligger 831 meter över havet och antalet invånare är 120.
Terrängen runt Darreh Estīl är kuperad västerut, men österut är den platt. Runt Darreh Estīl är det ganska tätbefolkat, med 60 invånare per kvadratkilometer. Närmaste större samhälle är Qal‘eh Tall, 6,4 km öster om Darreh Estīl. Omgivningarna runt Darreh Estīl är i huvudsak ett öppet busklandskap.